# Valentin Gnahoua
Valentin Gnahoua est un sportif français de football américain et canadien né le 29 septembre 1994 au Mans. Il joue au poste de defensive end dans l'European League of Football (ELF) pour la franchise des Mousquetaires de Paris ainsi que pour l'équipe de France de football américain.
Il est également le premier choix du repêchage européen de la LCF 2019 (en) par son ancienne équipe des Tiger-Cats de Hamilton.

## Carrière professionnelle

### Berlin Rebels
Gnahoua rejoint sa première équipe professionnelle des Berlin Rebels (en) au milieu de la saison 2017 du Championnat d'Allemagne de football américain (GFL). Il y reste deux saisons, enregistrant un total de 47 plaquages et 9 sacks.

### Sélection par les Tiger-Cats de Hamilton
En avril 2019, le joueur est sélectionné par les Tiger-Cats de Hamilton en tant que tout premier choix au cours de la draft européenne de la LCF. Il commence sa carrière en LCF en tant que membre de l'équipe d'entraînement, mais parvient à trouver sa place au sein de l'équipe régulière lors de la 9e semaine de cette saison.
Gnahoua signe par la suite un second contrat avec son équipe, pour une durée de 2 ans. À l'expiration de celui-ci, il devient agent libre.

### Passage aux Roughriders de la Saskatchewan
En amont de la saison 2023 de la LCF, il signe un contrat avec l'équipe des Roughriders de la Saskatchewan. Il participe aux camps d'entraînements avec l'équipe, mais est libéré pendant ceux-ci.

### Retour en Europe chez les Mousquetaires de Paris
Gnahoua signe un contrat avec la nouvelle équipe de ELF formée à Paris en cours de saison pour renforcer la ligne défensive. Son passage sera en revanche de courte durée, après trois bons matchs dans sa nouvelle équipe, le joueur décide de retourner au Canada.
Étant redevenu agent libre pour la LCF, Ganhoua s'engage, au milieu de sa saison à Paris, avec son ancienne équipe des Tiger-Cats de Hamilton en juillet 2023. Il ne va en revanche participer à aucun match avec sa nouvelle équipe
En 2024 pour leur seconde saison, les Mousquetaires de Paris affichent par le biais de leur roster du premier match le retour de Gnahoua dans l'équipe, sans annonce au préalable.

## Statistiques
Dernière mise à jour : 17 août 2025,,
| Total | Seul                   | Ast.  | TFL | Sack | Forcés | Rec. |      |      |   |   |
| 2016  | McGill Redbirds        | RSEQ  | 01  | 04   | 03     | 0    | 00,0 | 0,0  | 0 | 0 |
| 2019  | Tiger-Cats de Hamilton | LCF   | 11  | 04   | 04     | 0    | 00,0 | 0,0  | 1 | 0 |
| 2021  | Tiger-Cats de Hamilton | LCF   | 09  | 01   | 01     | 0    | 00,0 | 0,0  | 0 | 0 |
| 2022  | Tiger-Cats de Hamilton | LCF   | 18  | 07   | 07     | 0    | 00,0 | 0,0  | 0 | 0 |
| 2023  | Mousquetaires de Paris | ELF   | 03  | 08   | 05     | 3    | 03,5 | 2,0  | 1 | 0 |
| 2024  | Mousquetaires de Paris | ELF   | 14  | 30   | 22     | 8    | 10,0 | 4,5  | 3 | 0 |
| 2025  | Mousquetaires de Paris | ELF   | 12  | 19   | 12     | 7    | 07,0 | 4,0  | 0 | 0 |
| Total | Total                  | Total | 68  | 73   | 55     | 18   | 20,5 | 10,5 | 4 | 0 |